# David Braunschweiger
David Braunschweiger (ur. 1875 w Würzburgu, zm. 1928 w Opolu) – niemiecki rabin, uczony i intelektualista żydowski. 
W 1893 ukończył gimnazjum w Würzburgu, skąd wyjechał na studia rabinackie do Berlina. Po ukończeniu studiów pracował w katowickiej, a następnie rybnickiej gminie żydowskiej. Od 8 kwietnia 1918 do śmierci w maju 1928 roku był głównym rabinem opolskiej gminy żydowskiej.